# ژراردزبرژان
شهر ژراردزبرژان (به فرانسوی: Geraardsbergen) در شهرستان الست در استان فلاندری شرقی در منطقه فلاندری در کشور بلژیک واقع شده‌است.

## نگارخانه

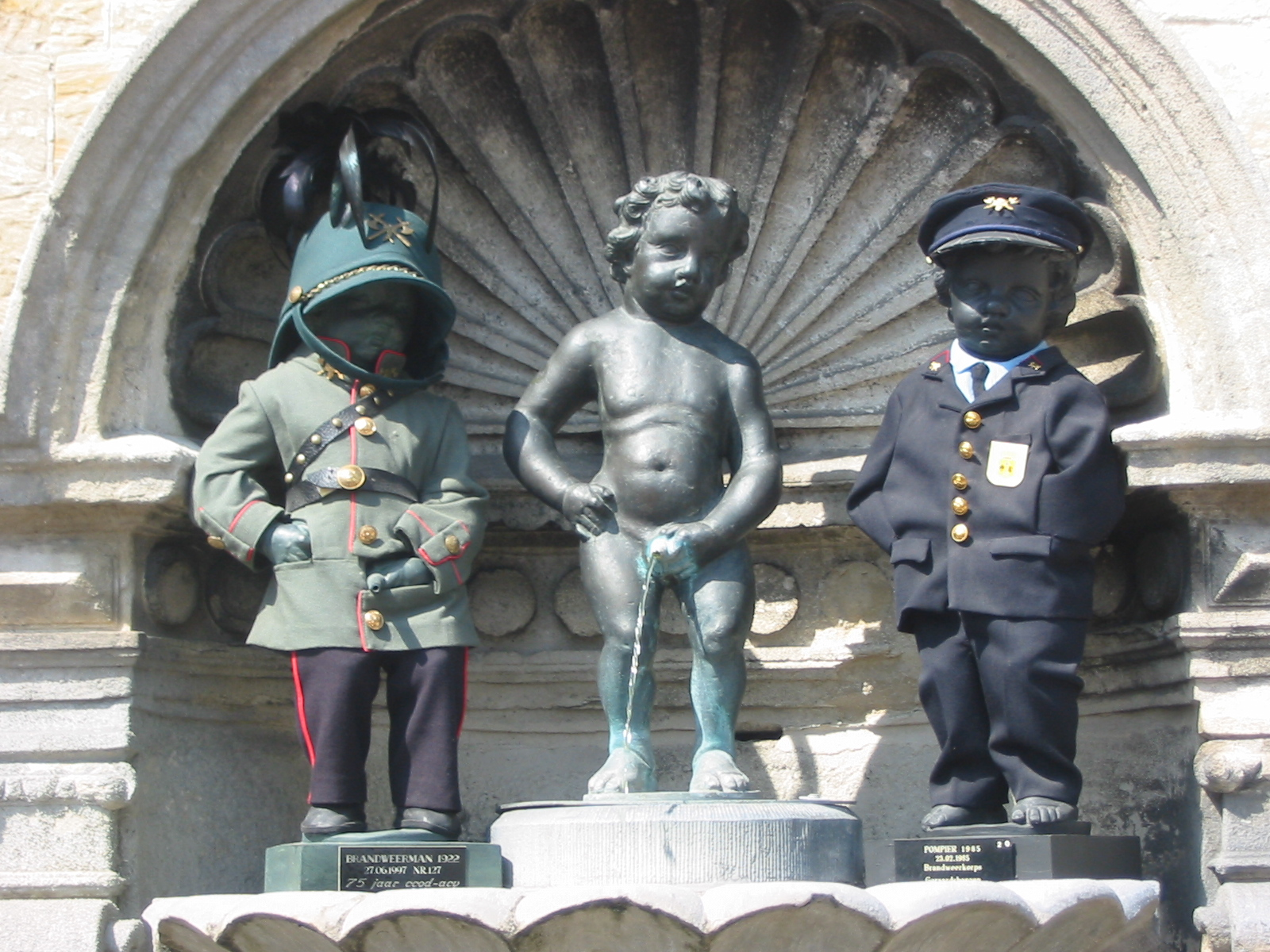
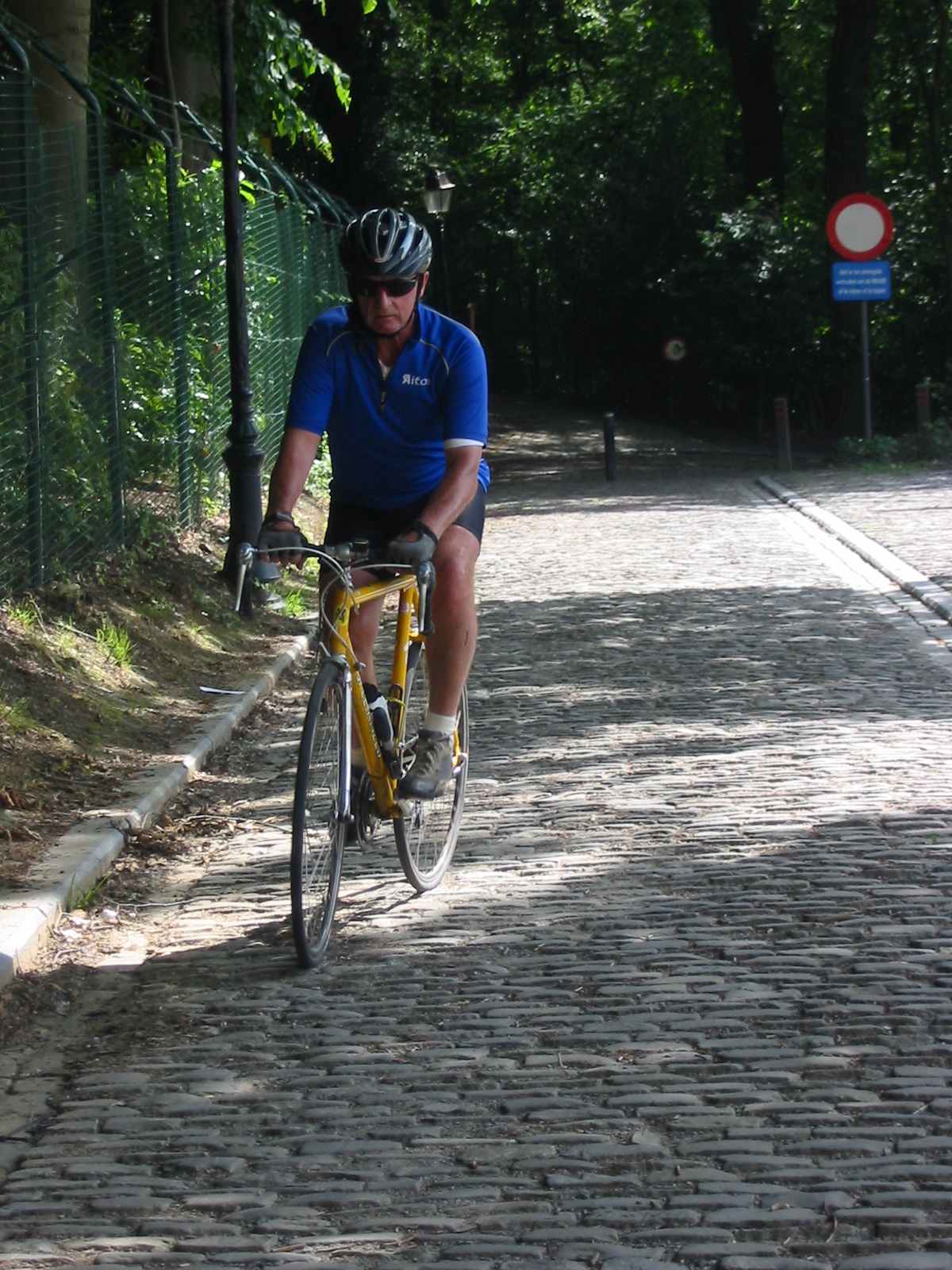
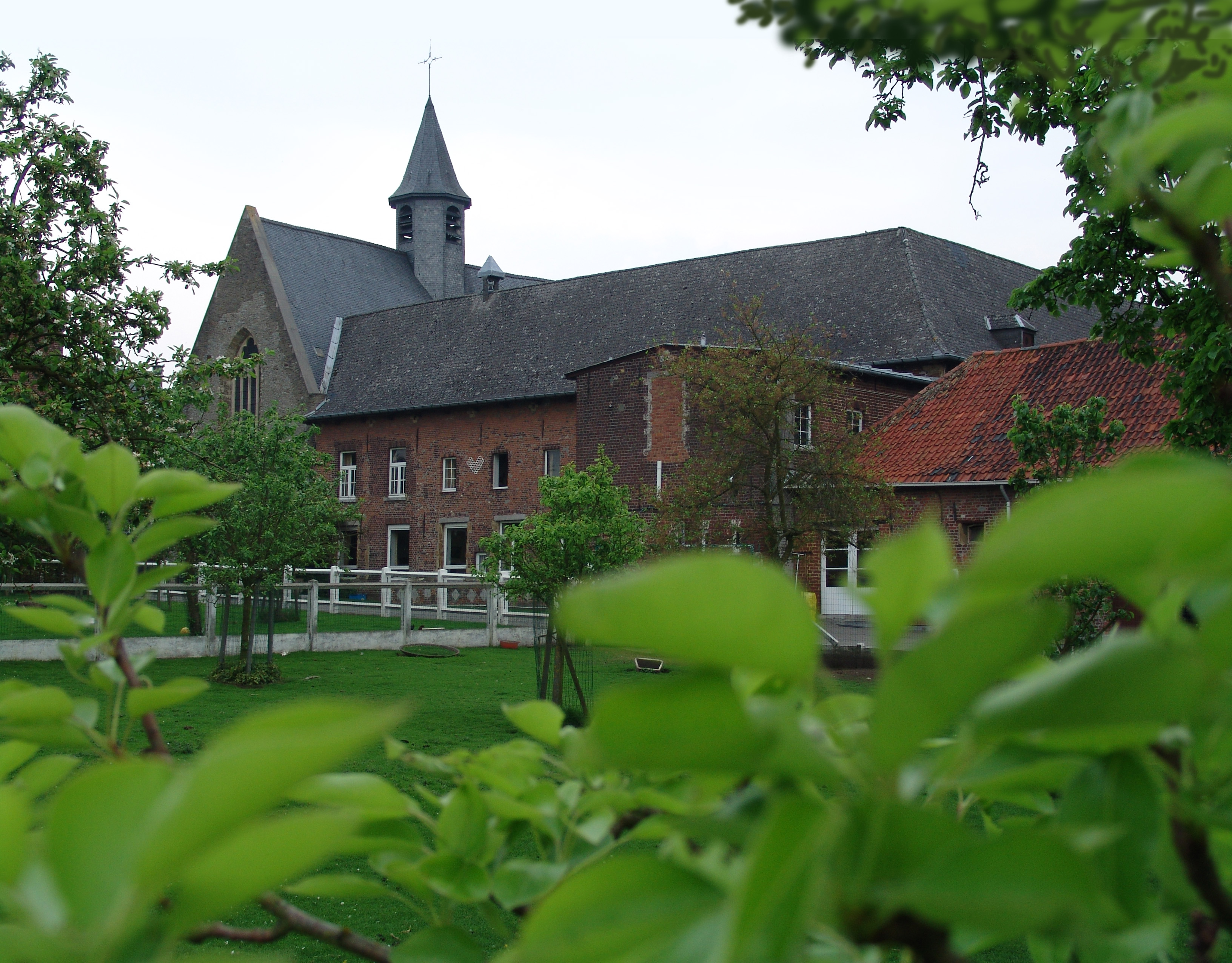